# Villa Doria Pamphilj
La villa Doria Pamphilj est un parc de la ville de Rome en Italie, créé au XVIIe siècle par la famille Pamphilj. Depuis 1972, ce parc est public et s'étend sur 180 hectares sur le Gianicolense près de la porta San Pancrazio, ce qui en fait le plus grand de Rome. La villa est divisée en trois parties que sont le palais et les jardins (pars urbana), la pinède (pars fructuaria), et le terrain agricole (pars rustica).
La villa comprend aussi une nécropole antique. Les fresques du colombarium sont exposées au palais Massimo alle Terme de Rome. Les installations du parc comprennent des sites pour l’observation des oiseaux et le jogging, et il est très fréquenté par les habitants de Rome, surtout le week-end. 

## Historique
L'édifice le plus ancien de la villa, situé près de la via Aurelia, est appelé le villa Vecchia (la vieille villa). Il fut construit en 1630 lors de l'acquisition du terrain par Panfilo Pamphilj pour le mariage de sa fille Olimpia Maidalchini. Il acquiert par la suite les vignobles avoisinants et étend ainsi son domaine. De 1644 à 1653, sous le pontificat d'Innocent X (ancien cardinal Giambattista Pamphili), est construite la « nouvelle villa Pamphilj » sur les plans de Alessandro Algardi et de l'architecte Giovanni Francesco Grimaldi. L'attribution des plans du casino del Bel Respiro, construit de 1645 à 1647 dans un style maniériste plus que baroque, est controversée, car Algardi n'était pas architecte et aurait pu être aidé par Carlo Rainaldi sous la supervision de Grimaldi. L'embellissement des jardins se poursuivit jusqu'en 1653 notamment sous les ordres du neveu d'Innocent X, Camillo Pamphili.
Après la mort en 1760 de Girolamo Pamphilj, qui n'a pas laissé d'héritiers mâles, de nombreuses disputes éclatèrent pour l'obtention de la villa, jusqu'à ce que le pape Clément XIII l'attribue au prince Giovanni Andrea IV Doria (fils de Giovanni Andrea III Doria et d'Anna Pamphili) qui dès lors peut y accoler son nom et ses armes. Celui-ci demande notamment à Gabriele Valvassori de restructurer les jardins et d'y ajouter des fontaines.

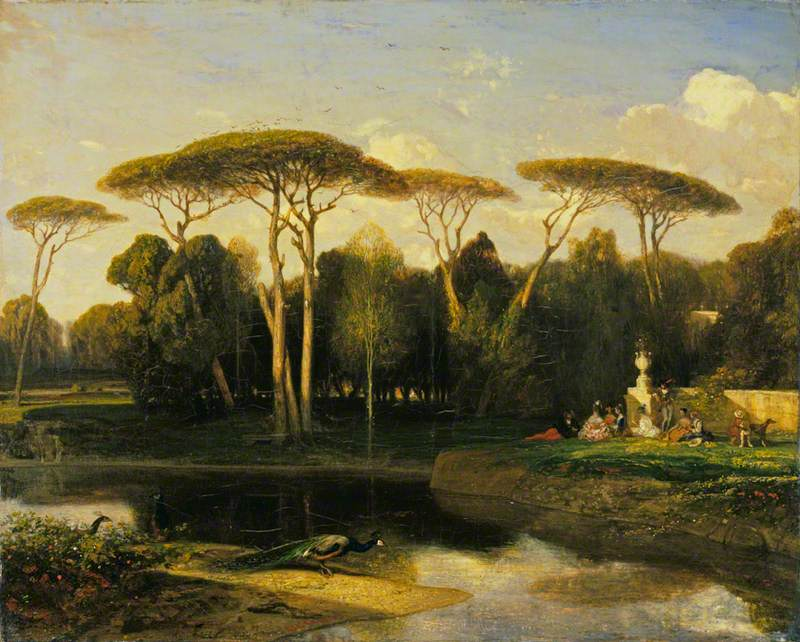
La Villa Doria Pamphilj, Rome
Alexandre-Gabriel Decamps, 1838-1839
Wallace Collection, Londres

La villa et ses jardins ont été fréquemment peints par des artistes français visitant Rome au XIXe siècle. Alexandre-Gabriel Decamps a pu voir la villa lors de sa visite à Rome en 1835. 
En 1849, la villa est le siège d'une des plus importantes batailles contre les troupes françaises de la Deuxième République pour la défense de la République romaine contre la restauration de Pie IX. Les troupes de Giuseppe Garibaldi occupent la villa Pamphilj et les Français la villa Corsini à partir du 2 juin 1849 après d'importants bombardements qui la détruisent complètement. Les deux armées engageront d'importants combats au corps à corps près de la porta San Pancrazio et dans la villa qui verront la victoire de Garibaldi et de son bataillon universitaire et de la légion italienne sur les Français mis en fuite. Les troupes italiennes de Garibaldi capituleront cependant le 2 juillet 1849, Pie IX sera réinstallé, et les États pontificaux restaurés.
En 1856, la villa est unie aux restes de la villa Corsini, détruite en 1849, et l'ensemble est transformé en grande exploitation agricole. Vers 1929, il a été suggéré que la Villa Doria Pamphili pourrait être annexée au nouvel État du Vatican par le traité du Latran, mais cette proposition n’a pas été adoptée dans la version finale. En 1957, l'État italien acquiert la partie centrale de la villa (le casino et les jardins alentour) et puis l'ensemble des 168 hectares restant seront acquis en deux vagues par la commune de Rome en 1965 et 1971. La villa Doria Pamphilj est ouverte au public en 1972. Seule la chapelle funéraire, œuvre de Odoardo Collamarini, reste la propriété de la famille Doria Pamphilj.
Les deux parties du vaste terrain de la villa sont séparées par une route construite pour les Jeux Olympiques de 1960 dans le cadre de la « Via Olimpica », reliant l'E.U.R. au stade olympique : la route passe en partie dans un défilé étroit. Pour célébrer l’année jubilaire de l’an 2000, un pont piétonnier incurvé et voûté a été construit pour relier les deux sections de manière plus harmonieuse.

## Edifices[6]
- Casino del Bel Respiro
- Villa Vecchia
- Fontaine de l'Annonciation
- Fontaine de Vénus
- Fontaine du Cupidon[7]
- Fontaine de l'Escargot
- Fontaine du Lys
- Fontaine de la Cascade
- Fontaine du Tibre
- Fontaine del Mascherone
- Exèdre du Jardin du Théâtre
- Chapelle Pamphilj [4]
- Arc des Quatre Vents
- Villino Corsini

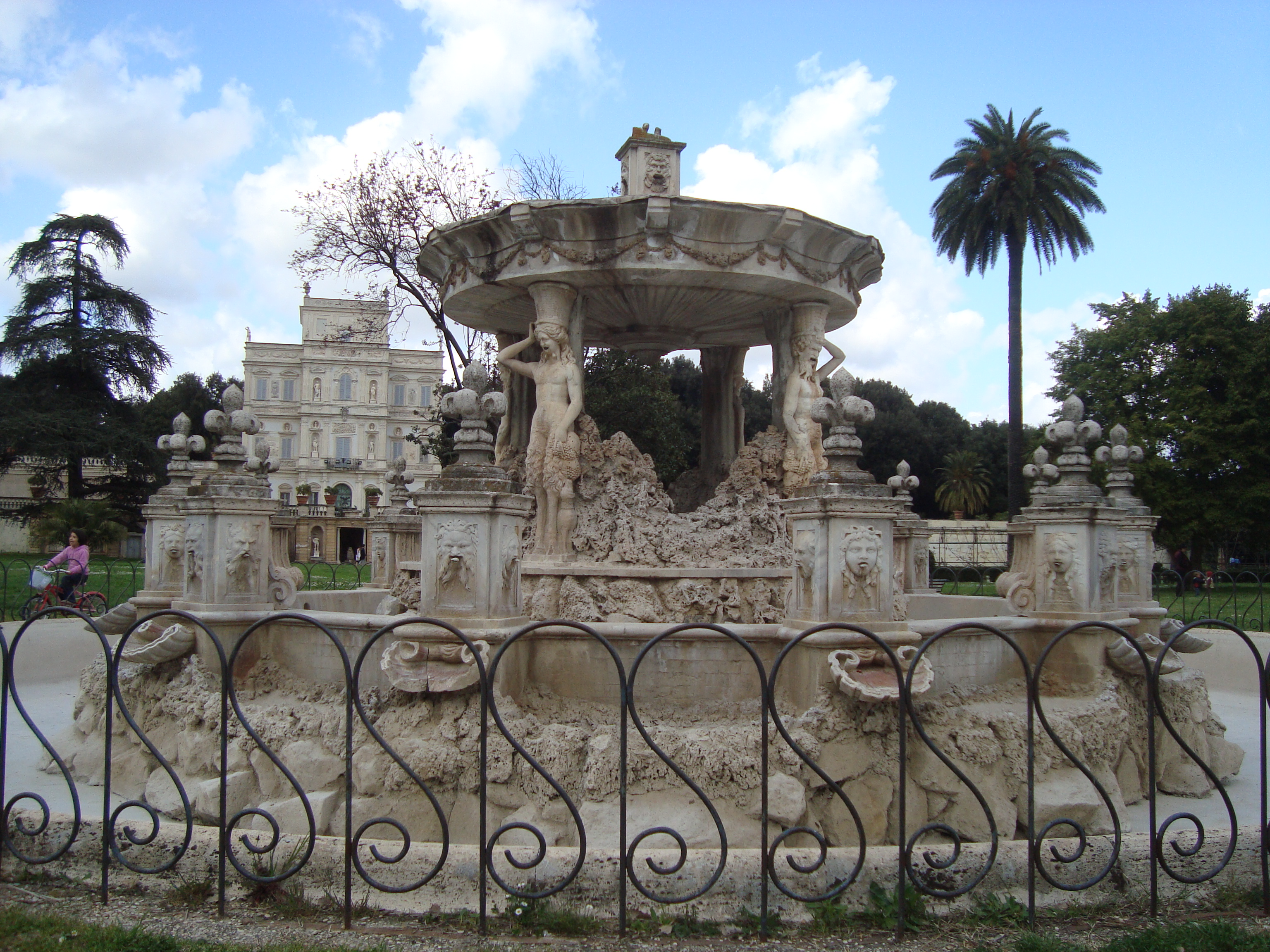
La fontaine de la villa.
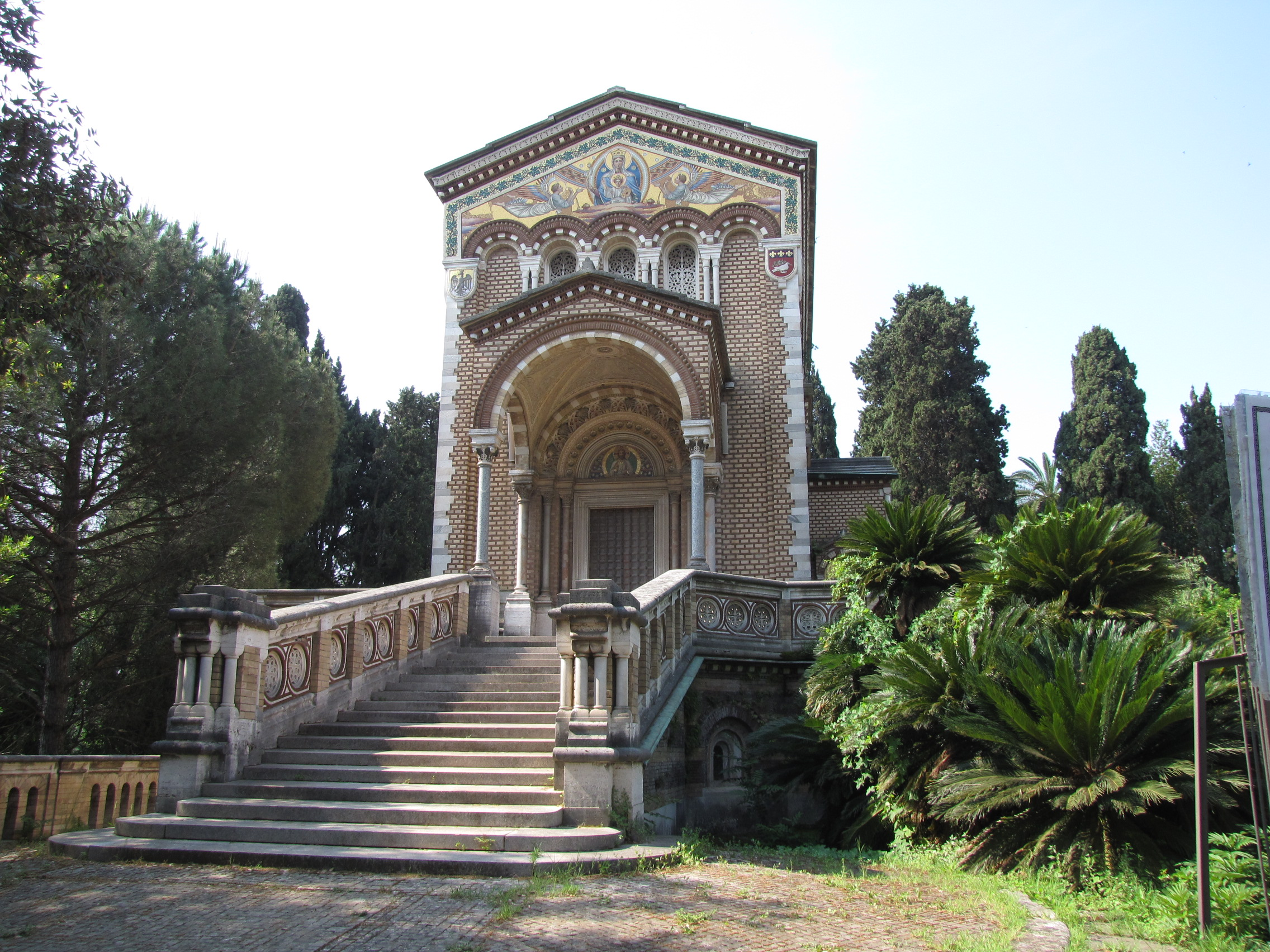
Chapelle des Pamphili
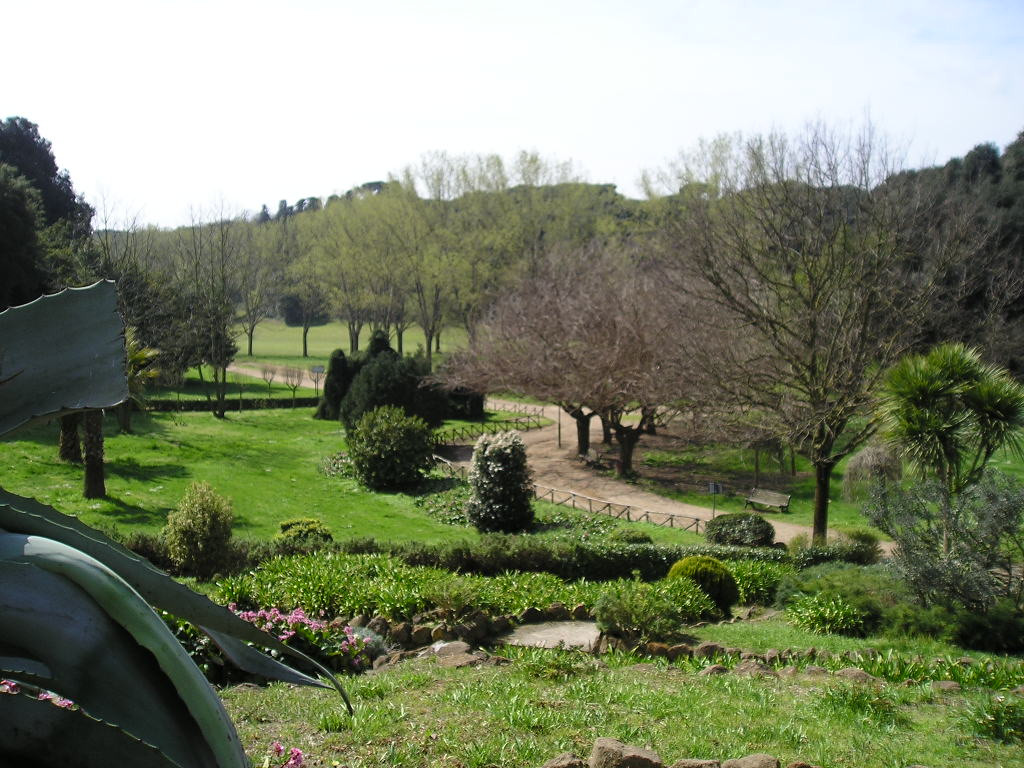
Panorama
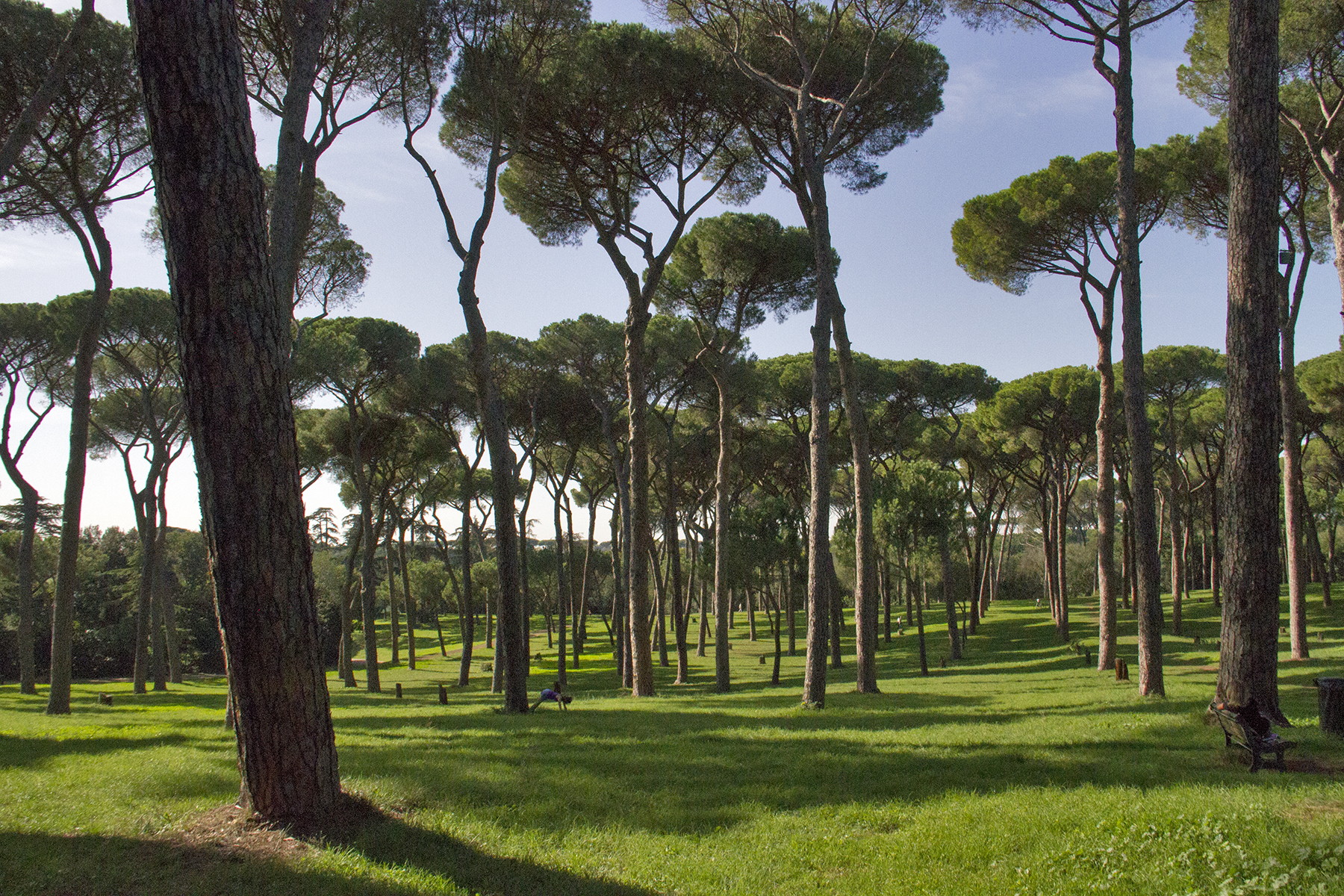
Pinède
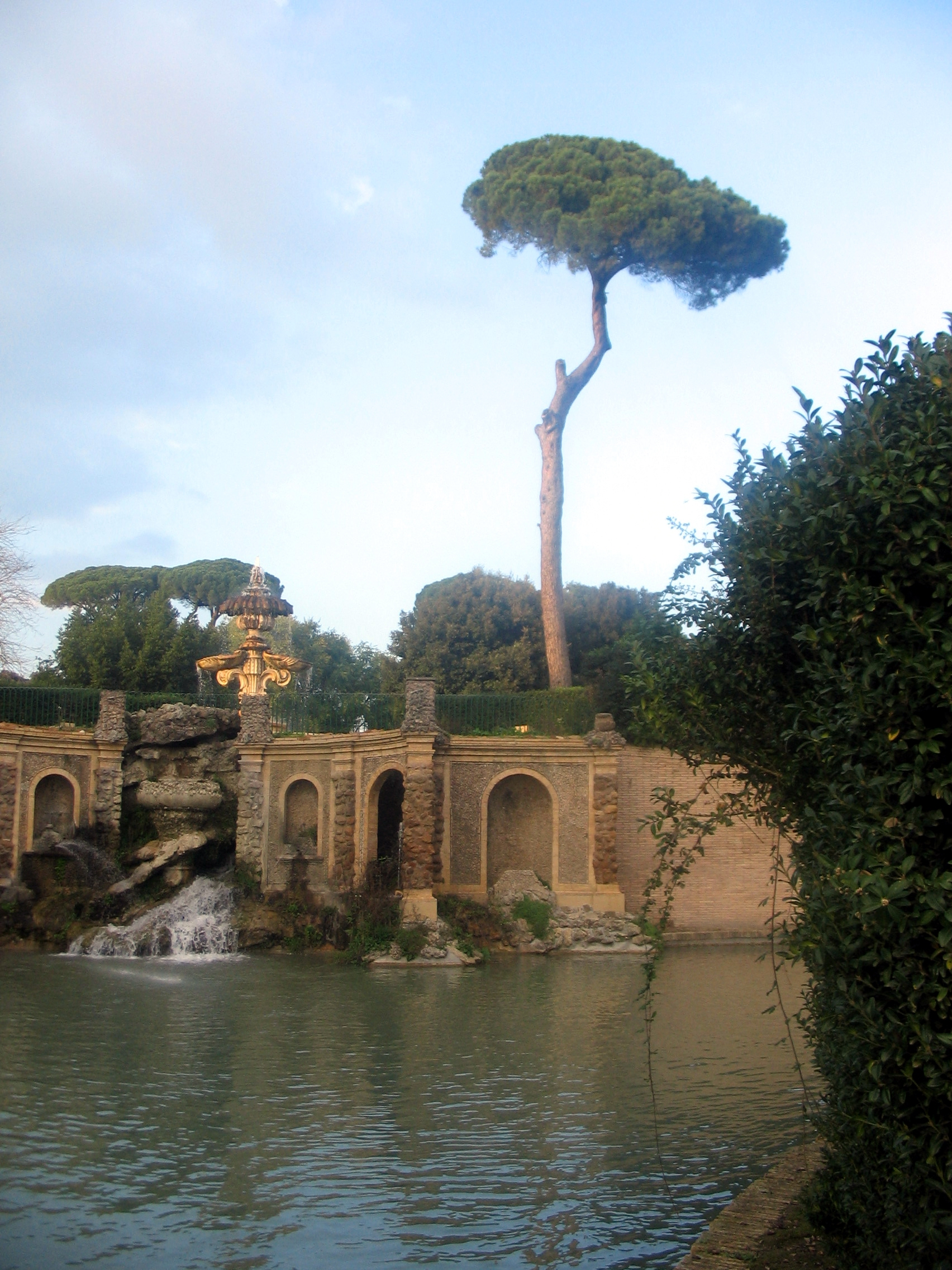
Laghetto